# Charlie et le Grand Ascenseur de verre
Charlie et le Grand Ascenseur de verre (Charlie and the Great Glass Elevator) est un roman pour enfants de l'auteur britannique Roald Dahl. 
Paru en 1972, il est la suite de Charlie et la Chocolaterie, les aventures du héros Charlie (et sa famille, ainsi que de Willy Wonka) reprennent exactement là où le premier roman s'était terminé.

## Résumé
Charlie a gagné la fabuleuse chocolaterie de Willy Wonka qu'il survole maintenant à bord d'un extraordinaire engin, le grand ascenseur de verre, en compagnie de toute sa famille. Mais une fausse manœuvre va projeter l'ascenseur dans l'espace. Un espace qu'ils découvrent peuplé d'êtres fantastiques et monstrueux, les Kpoux Vermicieux, terreurs de l'univers interstellaire, contre lesquels ils vont livrer une terrible bataille...